# 新塞利夫卡 (薩馬爾區)
48°34′16″N 35°14′31″E / 48.57111°N 35.24194°E

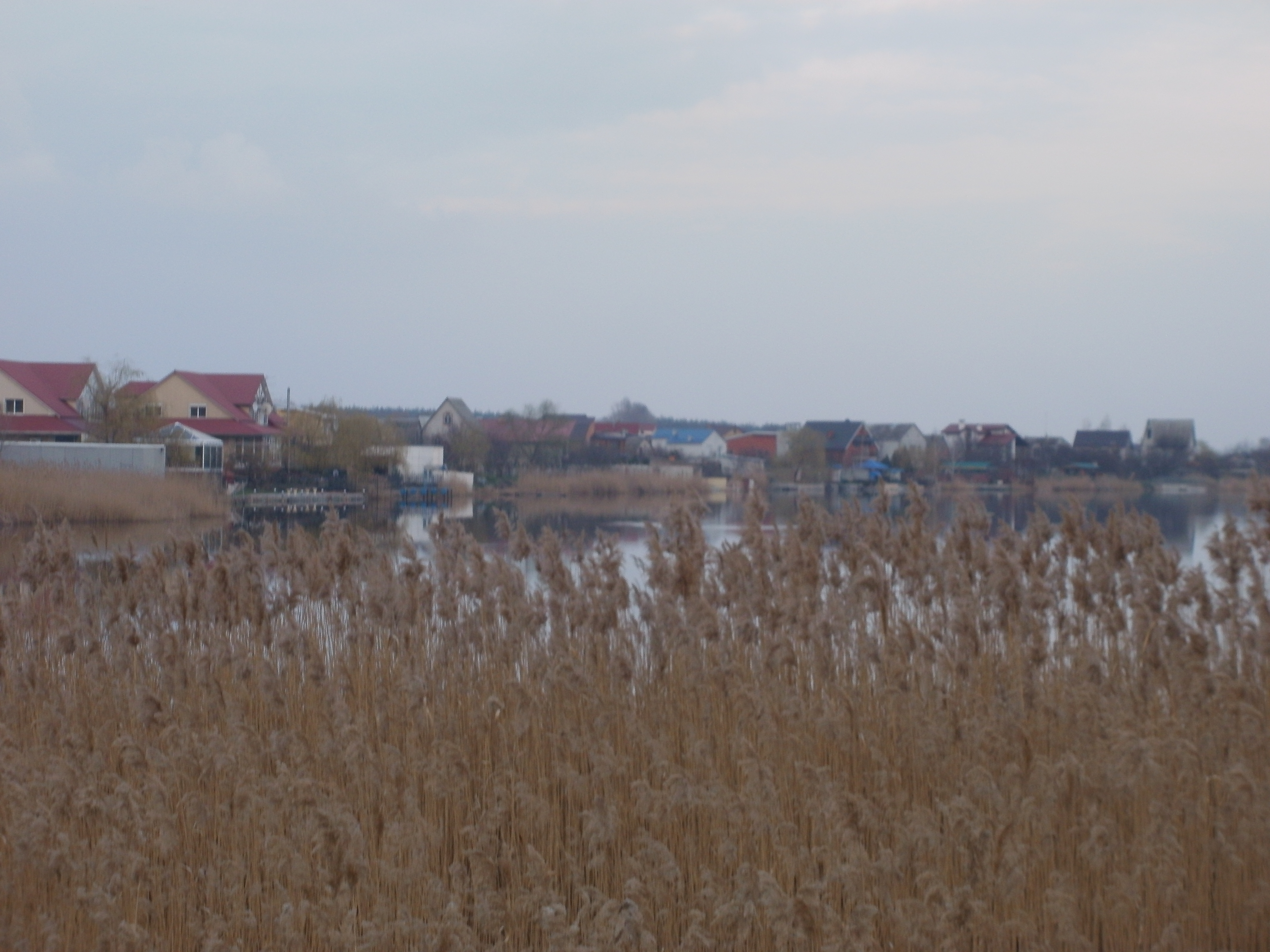
新塞利夫卡

新塞利夫卡（烏克蘭語：Новоселівка）是位於烏克蘭中部的村莊，由第聶伯羅彼得羅夫斯克州薩馬爾區的皮尚卡市鎮負責管轄。該村處於薩馬拉河畔，海拔高度54米，2001年人口968。